# Parléřova
Parléřova ulice na Hradčanech v Praze spojuje ulice Pohořelec a Patočkova. 

## Historie a názvy
V letech 1906-1940 byla součástí ulice Alfréda Potockého, v letech 1940-1945 se nazývala Schönererova podle Georga Schönerera (1850-1923), spoluzakladatele NSDAP. Roku 1946 byla nazvána na počest Petra Parléře (1333–1399), německo-českého architekta, stavitele, sochaře a řezbáře. Zatímco východní polovina ulice se nachází na Hradčanech, její druhá polovina leží ve Střešovicích a její západní konec na Břevnově. Protínají ji ulice Za Hládkovem a Myslbekova. Na východním konci ulice ústí na Pohořelec a ze severu na ni navazuje ulice Keplerova. Nachází se zde tramvajová zastávka Pohořelec na trati z Malostranské na Bílou Horu. Na západním konci ulice se nachází mimoúrovňová křižovatka Malovanka.

## Budovy, instituce a pomníky
- Gymnázium Jana Keplera – Parléřova 2[2], ve dvoře odhaleny základy domu Tycha Braha[3]
- Mateřská škola – Parléřova 2a[4]
- Kolej krále Alexandra, dnes Kolej Komenského – Parléřova 6[5]
- Bronzové sousoší astronomů Tycha Braha a Jana Keplera (1984), autor Josef Vajce; stojí na místě zbořené Kurzovy vily